# Moi, la pire de toutes
Pour plus de détails, voir Fiche technique et Distribution.
Moi, la pire de toutes (Yo, la peor de todas) est un film argentin réalisé par María Luisa Bemberg, d'après l'essai d'Octavio Paz sur Sœur Juana Inés de la Cruz, sorti en 1990.

## Synopsis
Nouvelle-Espagne, XVIIe siècle. Le talent poétique, l'audace théologique et la condition de femme de la belle et célèbre Sœur Juana Inés de la Cruz suscitent l'admiration mais aussi la répréhension. En 1686, le retour en Espagne de ses protecteurs, le vice-roi Tomás de la Cerda y Aragón et sa femme María Luisa Manrique de Lara y Gonzaga, la laisse seule face aux intrigues.

## Fiche technique
- Réalisation : María Luisa Bemberg
- Scénario : María Luisa Bemberg et Antonio Larreta, d'après l'essai Sor Juana Inés de la Cruz ou Les pièges de la foi d'Octavio Paz
- Photographie : Félix Monti
- Montage : Juan Carlos Macías
- Musique : Luis María Serra
- Pays d'origine :  Argentine
- Langue originale : espagnol
- Genre : drame
- Durée : 105 minutes
- Dates de sortie :
  - Argentine : 4 août 1990
  - France : 24 mai 1995

## Distribution
- Assumpta Serna : Sœur Juana Inés de la Cruz
- Dominique Sanda : María Luisa Manrique de Lara y Gonzaga, vice-reine de Nouvelle-Espagne
- Héctor Alterio : Tomás de la Cerda y Aragón, vice-roi de Nouvelle-Espagne
- Lautaro Murúa : Francisco de Aguiar y Seijas, archevêque de Mexico
- Graciela Araujo : Sœur Úrsula
- Alberto Segado : Père Miranda
- Gerardo Romano : Carlos de Sigüenza y Góngora
- Franklin Caicedo : Manuel Fernández de Santa Cruz, évêque de Puebla

## Distinctions
- Mostra de Venise 1990 : mention honorable pour María Luisa Bemberg
- Festival de Carthagène 1991 : Catalina d'or du meilleur film
- Association des critiques de cinéma argentins : Condor du meilleur scénario adapté pour María Luisa Bemberg et Antonio Larreta
- Asociación de Cronistas del Espectáculo : prix de la meilleure actrice pour Assumpta Serna